# 菅野百合
菅野 百合（すがの ゆり、1976年6月1日 - ）は日本の弁護士。西村あさひ法律事務所パートナー。

## 来歴
京都大学法学部卒業。ニューヨーク大学ロー・スクール修了。M&A、事業再生・倒産案件に加えて労働法を専門としている。金融庁事業者を支える融資・再生実務のあり方に関する研究会委員、三井松島ホールディングス株式会社社外取締役、独立行政法人日本スポーツ振興センタースポーツ指導における暴力行為等に関する第三者相談・調査委員会委員、金融庁金融審議会事業性に着目した融資実務を支える制度のあり方等に関するワーキング・グループ専門委員なども務めた。

## 略歴
- 2000年11月 - 司法試験を合格（東京弁護士会）。
- 2001年3月 - 京都大学法学部卒業。
- 2003年10月 - 大江橋法律事務所入所（〜2007年）。
- 2007年9月 - 西村あさひ法律事務所入所。
- 2012年6月 - ニューヨーク大学ロー・スクール修了。
- 2012年9月：GCA株式会社出向（〜2013年11月）。
- 2016年1月 - 西村あさひ法律事務所パートナー。
- 2020年11月4日 - 金融庁事業者を支える融資・再生実務のあり方に関する研究会委員（〜2021年10月25日）。
- 2021年5月 - LMIグループ株式会社社外取締役。
- 2021年6月18日 - 三井松島ホールディングス株式会社社外取締役[2]。
- 2022年 - 独立行政法人日本スポーツ振興センタースポーツ指導における暴力行為等に関する第三者相談・調査委員会委員。
- 2022年11月2日 - 金融庁金融審議会事業性に着目した融資実務を支える制度のあり方等に関するワーキング・グループ専門委員（〜2023年2月2日）。

## 人物・主張
- 愛用アイテムとして、シャネルのプレミエールなどを挙げている[3]。
- 女性の活用について、労働力を活用する点で政官民を挙げて取り組むべき喫緊の課題としており、特に総合職・一般職の区分や転勤制度を前提としたキャリアコースの設定や人事評価などの人事制度を見直すべきだとしている[4]。
- 「産後パパ育休（出生時育児休業）」制度について、「育休も分割して2回取得できるようになったことで女性が出産直後の体調回復のために休養が必要な時期とその後に女性が仕事に復帰するタイミングに分けて休んで男性が育児を担えば、女性側のスムーズな仕事復帰をサポートできる」「産後パパ育休中に育児の大変さを知り、通常の育休を取りたい男性も増えるかもしれない。男性が育児や家事をすることで女性の負担を軽減して就業を促し、男女の経済格差の是正につなげる目的もある」などと述べている[5]。

## 受賞
- 「2019年に活躍した弁護士ランキング」で＜労務分野＞5位（日本経済新聞）。
- 「2022年に活躍した弁護士ランキング」で＜労務分野＞9位（日本経済新聞）[6]。

## 著作

### 著書
- （藤浩太郎（執筆））『米国、欧州諸国、シンガポールにおける事業再生の実務』（商事法務、2023年3月）
- （阿部次郎（編著）、江口響子（著）、木島彩（著）、松井博昭（著）、大日方史野（著）、杉浦起大（著）、塚本健夫（著））『働き方改革とこれからの時代の労働法』（商事法務、2018年11月）

### 論文
- （（「法的な立場から見たLGBTと向き合うために必要なこと」））『保健師ジャーナル 2020年7月号』（医学書院、2020年7月）
- （（「SOGIハラをめぐる法規制の動向と企業に求められる実務対応」））『NBL No. 1170』（商事法務、2020年5月）
- （（「連載 リーガル『働き方改革』/『働きがい』に直結（ハラスメント）」））『日経ESG 2020年3月号』（日経BP社、2020年2月）
- （（「連載 リーガル『働き方改革』/ 軽視すれば人材を失うだけ（女性の活躍推進）」））『日経ESG 2019年9月号』（日経BP社、2019年8月）
- （（「連載 リーガル『働き方改革』/ 多様性なくして成長は望めず（ダイバーシティの実現）」））『日経ESG 2019年8月号』（日経BP社、2019年7月）
- （高田和貴と共著（「仮想通貨と債権保全・回収に関する実務的考察」））『NBL No. 1131』（商事法務、2018年1月）
- （上野元と共著（「Pensions and Insolvency」））『INSOL International - An International Survey』（INSOL International、2015年11月）
- （濱田芳貴と共著（「再生債権となる請求権の一部移転と再生手続における処遇について」））『金融・商事判例 No. 1331』（経済法令研究会、2010年1月）
- （（「文書提出命令の申立てについての決定に対して抗告の利益を有する者の範囲」））『金融・商事判例 No. 1311 文書提出等をめぐる判例の分析と展開』（経済法令研究会、2009年3月）
- （（「日本銀行が金融機関に送付した『所見通知』に関する文書提出命令の申立てが認められた事例」））『金融・商事判例 No. 1311 文書提出等をめぐる判例の分析と展開』（経済法令研究会、2009年3月）
- （濱田芳貴と共著（「譲渡担保に供された立木につき譲受人が施した明認方法が対抗要件の否認の対象となるとされた事例」））『金融・商事判例 No. 1286 譲渡担保法判例の分析と展開』（経済法令研究会、2008年3月）